# Temnothorax pilagens
Temnothorax pilagens (từ Latinh: pilare, "to pluck", "plunder", "pillage") là một loài nhỏ thuộc họ Nearctic thuộc họ Myrmicinae. Nó xảy ra ở đông bắc Hoa Kỳ. Nó tấn công các lâu đài quả đầu của các loài côn trùng khác (Temnothorax longispinosus và Temnothorax mơ hồ) và bắt chúng như là nô lệ và đã được đặt biệt danh là kiến cướp bóc.

## Nơi ở và phân phối
Loài này được biết đến từ các vùng phía đông bắc Hoa Kỳ và có thể là ở đông nam Canada. Chúng sống trong rừng, rừng cây và công viên. Các khu vực có rừng đặc biệt có ít cây bụi, và mật độ cao phù hợp với vị trí tổ, chẳng hạn như quả đầu, cây mại châu,cây gỗ khô. Sự xuất hiện là không đều và phụ thuộc vào mật độ cao của quần thể vật chủ thích hợp; cho đến nay chỉ được biết đến từ ba địa điểm ở miền Bắc Hoa Kỳ: Vườn Tiểu bang Vịnh Niquette (Vermont), E.N. Huyck Preserve (Rensselaerville, New York) và Ngọn núi Hẻm Ngủ Quốc gia Lakeshore (Empire, Michigan). Trong cả ba quần thể, Temnothorax pilagens đã nô dịch Temnothorax longispinosus và Temnothorax ambiguus; nhiều tổ với nô lệ của cả hai loài vật chủ.

## Cuộc vây bắt nô lệ
Temnothorax pilagens là một thợ săn nô lệ bắt buộc về Tempothorax longispinosus và Temnothorax ambiguus. Cuộc vây bắt được thực hiện bởi một trinh sát hoặc thông qua tuyển dụng nhóm của bốn công nhân làm nô lệ thành một cột tấn công do một con thăm dò hướng dẫn. Các cuộc tấn công nô lệ giống với nhiều loài Temnothorax duloticus hơn là của Protomognathus americanus. Điều này đặc biệt đúng với việc sử dụng đuôi để chích thường xuyên và hiệu quả trong các cuộc chiến: các mũi khâu có hướng tốt từ hướng đuôi giữa đầu và lồng ngực gây ra tê liệt trong các vật chủ và sau đó chết nhanh. Sử dụng đuôi để chích có hiệu quả có thể được tạo điều kiện bởi sự thích nghi về mặt hình thái, chẳng hạn như cơ bắp phát triển mạnh mẽ trong cánh hoa và bôi sau cho phép gion găng dễ dàng. Các chiến lược hành vi tương tự và các đặc điểm hình thái cũng được tìm thấy ở Temnothorax duloticus, nhưng không ở Protomognathus americanus. Các vật chủ tấn công bởi Temnothorax pilagens cho thấy phản ứng chuyến bay chậm hoặc ít. Thỉnh thoảng, nhân viên chủ nhà cố gắng kéo những người nô lệ ra khỏi tổ, và chỉ phản ứng dữ dội khi bị tấn công bởi họ. Khả năng đáp ứng của máy chủ thấp đối với Temnothorax pilagens gây ra sự nhận biết của đối phương bị giảm bớt hoặc bị trấn áp. Do hoạt động có nhiểm hiệu quả nhất, Temnothorax pilagens có thể gây ra tỷ lệ thương vong cao (từ 5% đến 100%). Vì biến động cao về tỷ lệ thương vong cho biết, các cuộc tấn công có thể rất hung hăng hoặc tương đối yên bình; loại thứ hai được tìm thấy trong các cuộc tấn công đối với các tổ chủ nhà không có nữ hoàng. Các nhà sản xuất nô lệ không chỉ bắt những con ếch từ các tổ chủ nhà bị tấn công, nhưng trong 6 trong số 11 cuộc tấn công được quan sát, họ cũng mang các công nhân chủ nhà trở lại làm tổ của họ và tích hợp chúng vào lực lượng lao động nô lệ.